# Austrolimnophila (Austrolimnophila) claduroneurodes
Austrolimnophila (Austrolimnophila) claduroneurodes is een tweevleugelige uit de familie steltmuggen (Limoniidae). De soort komt voor in het Afrotropisch gebied.